# Ernst von Oven
Ernst Friedrich Otto von Oven (né le 3 février 1859 au manoir de Velmede (de), arrondissement d'Hamm (de) et mort le 21 mai 1945 à Goslar) est un général d'infanterie prussien.

## Biographie

### Origine
Ernst von Oven est le fils de l'administrateur de l'arrondissement de la Dill et de l'arrondissement de Wittgenstein (de) Julius von Oven (de) (1829-1889) et de son épouse Sophie, née von Bodelschwingh (de) (1833-1867). Il a quatre frères et sœurs, dont le général d'infanterie Burghard von Oven (de) (1861-1935).

### Carrière militaire
Oven rejoint le 91e régiment d'infanterie (de) de l'armée prussienne le 1er octobre 1878 en tant qu'avantageur et est promu sous-lieutenant à la mi-février 1880. De fin octobre 1885 à fin septembre 1887, il est adjudant du bataillon de fusiliers et suit ensuite trois années de formation continue à l'Académie de guerre de Berlin. Promu premier lieutenant entre-temps, Oven reçoit l'ordre de servir dans l'état-major à partir du 1er avril 1891. Il est promu capitaine fin mars 1893 et est d'abord transféré à l'état-major de l'armée et transféré ici trois mois plus tard. Le 18 août 1894, il est affecté à l'état-major du 8e corps d'armée avant de démissionner du service militaire le 14 décembre 1895 lorsqu'il est nommé commandant de compagnie au 19e régiment d'infanterie (de). Transféré à l'état-major du gouvernorat de Cologne, Oven est de nouveau transféré à l'état-major de l'armée le 1er avril 1898 et est promu major surnuméraire à la fin du mois de mars 1899. À ce titre, il fait partie de l'état-major de la 16e division d'infanterie et au commandement général du 3e corps d'armée. Du 18 octobre 1902 au 14 septembre 1905, Oven commande le 2e bataillon du 153e régiment d'infanterie à Altenbourg et son chef de régiment Ernest Ier lui décerne la croix de commandeur de 2e classe de l'ordre de la Maison ducale Saxe-Ernestine. Il est ensuite transféré au 27e régiment d'infanterie en tant que lieutenant-colonel et officier d'état-major permanent. Avec sa promotion au grade de colonel, il devient commandant du 38e régiment de fusiliers à Glatz le 7 août 1908. À ce titre, il reçoit l'ordre de la Couronne de 2e classe et l'ordre de la Couronne de fer de 2e classe. Le 22 avril 1912, il devient général de division et commandant de la 38e brigade d'infanterie à Hanovre. À l'occasion de la fête de l'ordre, il reçoit l'ordre de l'Aigle rouge de 2e classe avec feuilles de chêne en janvier 1914
Au début de la Première Guerre mondiale, Oven devient le 21 août 1914 commandant du 21e division d'infanterie. En association avec la 4e armée, il envahit la France via le Luxembourg neutre. Il mène ses troupes au combat pour la première fois à Longlier puis combat victorieusement à la bataille de Neufchâteau. Lors de la bataille de la Meuse qui suit, il réussit à protégez la 25e division d'infanterie de l'encerclement ennemi grâce à une prise de décision indépendante. Le 27 janvier 1915, il est promu lieutenant général. Au début de l'année 1916, sa division se trouve devant Verdun, avec laquelle il entre ensuite dans la bataille qui y débute le 21 février 1916. En septembre, la division est retirée du front et transférée dans la Somme. Là, elle peut contrecarrer plusieurs tentatives de percée des forces ennemies.
Le 2 janvier 1917, Oven succède à Oskar von Hutier à la tête du 21e corps d'armée chargé d'être déployé sur le front de l'Est à cette époque. Après avoir combattu au lac Naratsch, le corps est transféré sur le front occidental en novembre 1917 et déployé dans la zone du détachement d'armée A, puis dans la zone du détachement d'armée B dans les Vosges. Au printemps 1918, Oven reprend la section de bataille Meuse-Ouest devant Verdun et peut y tenir tête dans les lourdes batailles défensives entre l'Argonne et la Meuse. Pendant les combats, Oven est blessé mais conserve la direction du corps. Pour les réalisations de son unité, Oven reçoit l'Ordre Pour le Mérite le 25 octobre 1918. Après l'armistice, il ramène ses troupes chez eux.
En avril 1919, Oven est chargé de diriger les opérations militaires visant à vaincre la République des conseils de Bavière. Il ordonne une action extrêmement impitoyable contre les combattants et les civils.
Au total, plus de 360 personnes sont mortes du fait des actions des troupes, dont de nombreux civils qui sont à peine impliqués. L'écrivain Gustav Landauer est également abattu sans aucune enquête formelle.
Oven reçoit alors la direction du 2e corps d'armée à Stettin, avec lequel il participe ensuite à la garde-frontière orientale contre la Pologne. Avec la dissolution de la « Vieille Armée » et la formation de l'armée de transition de 200 000 hommes, Oven est mis à disposition le 30 septembre 1919 avec l'approbation de sa demande d'adieu et le caractère de général d'infanterie avec la pension légale.

### Famille
Oven se marie avec Klara Peters (morte en 1894) le 24 septembre 1887 à Glucksbourg. Après sa mort, il se marie avec Hedwig von Steuben (de) (née en 1868) à Görlitz le 26 juillet 1896. Les mariages donnent naissance à quatre filles et un fils.